# Jamie Lynn Spears
Jamie Lynn Marie Spears (McComb, 4 de abril de 1991) é uma atriz e cantora americana. Ficou conhecida por ser a irmã mais nova da cantora Britney Spears e por ter, em 2005, protagonizado a série Zoey 101, da Nickelodeon..

## Biografia
Spears nasceu em McComb, Mississippi, e é filha de James, um contratante imobiliário, e Lynne Spears, uma professora do primário. Ela tem dois irmãos, Britney e Bryan. Ela frequentou a Parklane Academy, onde era uma líder de torcida e armadora do basquete. Terminou suas estudos através de correspondência online. Jamie Lynn Spears é a irmã mais de Britney Spears, famosa cantora considerada princesa da música pop. Em 2008, recebeu o GED, do Centro de Educação de Adultos Tangipahoa Parish School System.

## Carreira

### 2002–03: Estreia eAll That
Em fevereiro de 2002, Spears fez sua estreia no filme Crossroads, protagonizado por sua irmã, Britney. Ela fez uma participação especial interpretando a versão mais nova da protagonista. Logo em seguida, foi contratada pela Nickelodeon na sétima temporada da série de comédia All That. Embora bastante elogiada pelos críticos, deixou a série após a nona temporada, para trabalhar em novos projetos.

### 2004–08:Zoey 101eMiss Guided
Em agosto de 2004, Spears foi escalada para protagonizar a série Zoey 101. Ela interpretaria Zoey Brooks, uma adolescente que frequenta a escola Pacific Coast Academy (PCA). Spears gravou a música tema do programa, "Follow Me", que foi escrita por sua irmã. As filmagens foram feitas na Universidade Pepperdine em Malibu, Califórnia, e a série estreou em 9 de janeiro de 2005. Spears ganhou um Young Artist Award e um Nickelodeon Kids' Choice Awards por sua atuação.
Em dezembro de 2007, Variety anunciou que Spears tinha sido escalada para a série Miss Guided, na qual interpretaria uma estudante do colegial chamada Mandy Fene no episódio "Hot Sub", que foi ao ar em 20 de março de 2008. No mesmo ano, ela dublou Goldilocks no filme Unstable Fables: Goldilocks & 3 Bears Show.

### 2007–13: Maternidade
Após Spears anunciar que estava grávida aos 16 anos, a Nickelodeon emitiu um comunicado dizendo que respeitava a atriz por assumir a responsabilidade e que a empresa apenas queria o seu bem estar. Como resultado, a série Zoey 101 foi cancelada.
O anúncio da gravidez de Spears gerou polêmica e a mídia foi acusada de usar essa história para "glamourizar" a gravidez na adolescência. Muitos adolescentes ficaram decepcionados com a notícia, especialmente pelas diferenças de personalidade de "boa menina" na televisão e a sua gravidez na vida real.
Mais tarde, ela se mudou para Nashville e começou a trabalhar em um álbum de música country. Em 7 de novembro de 2011, Spears fez um pequeno concerto no Rutledge em Nashville e apresentou músicas originais.

### 2013–presente:The Journey
Em 25 de novembro de 2013, Spears lançou o seu primeiro single, "How Could I Want More". A música alcançou a 29ª posição no Billboard's Hot Country Songs. Fez uma participação no oitavo álbum de estúdio de Britney, Britney Jean, na canção "Chillin' With You". Em 27 de maio de 2014, lançou seu primeiro EP, The Journey.

## Filmografia
| Ano  | Título                         | Papel               | Notas        |
| ---- | ------------------------------ | ------------------- | ------------ |
| 2002 | Crossroads                     | Lucy Wagner (jovem) | Coadjuvante  |
| 2008 | The Goldilocks and the 3 Bears | Goldilocks          | Dublagem     |
| 2023 | Zoey 102                       | Zoey Brooks         | Protagonista |

| Ano     | Título                           | Papel              | Notas                                        |
| ------- | -------------------------------- | ------------------ | -------------------------------------------- |
| 2002–04 | All That                         | Vários             | Protagonista (7ª-9ª temporada)               |
| 2005–08 | Zoey 101                         | Zoey Brooks        | Protagonista                                 |
| 2007    | Just Jordan                      | Krya               | "Spelling Bees" (1ª temporada, episódio 14)  |
| 2005    | A Weekend with Jamie Lynn Spears | Ela mesma          | Documentário da Nickelodeon                  |
| 2005    | Britney and Kevin: Chaotic       | Ela mesma          | "Veil of Secrecy" (1ª temporada, episódio 5) |
| 2008    | Miss Guided                      | Mandy Ferner       | "Hot Sub" (1ª temporada, episódio 2)         |
| 2020    | Sweet Magnolias                  | Noreen Fitzgibbons | Elenco Regular                               |

## Discografia

### EPs
| Título      | Detalhes do álbum                                                                               | Melhor posição nas paradas | Melhor posição nas paradas | Melhor posição nas paradas | Melhor posição nas paradas |
| Título      | Detalhes do álbum                                                                               | US                         | US Country                 | US Heat                    | US Indie                   |
| ----------- | ----------------------------------------------------------------------------------------------- | -------------------------- | -------------------------- | -------------------------- | -------------------------- |
| The Journey | - Lançamento: 27 de maio de 2014 - Formato: EP, digital download - Gravadora: Sweet Jamie Music | 193                        | 24                         | 5                          | 25                         |

### Singles
| "How Could I Want More"                                                              | 2013 | —[A] | 29 | 55 | 68 | 27 | 1 | The Journey |
| "—" denota lançamentos que não foram computados ou que não foram lançadas na região. |      |      |    |    |    |    |   |             |

### Outros
| Título                                  | Ano  | Outros artistas                          | Álbum                          |
| --------------------------------------- | ---- | ---------------------------------------- | ------------------------------ |
| "(Hey Now) Girls Just Want to Have Fun" | 2002 | Triple Image                             | Celebrate                      |
| "Follow Me"                             | 2005 | —                                        | Zoey 101: Music Mix            |
| "We Are Family"                         | 2008 | Elenco de The Goldilocks and the 3 Bears | The Goldilocks and the 3 Bears |
| "Chillin' With You"                     | 2013 | Britney Spears                           | Britney Jean                   |

### Videoclipes
| Título                  | Ano  | Diretor           |
| ----------------------- | ---- | ----------------- |
| "How Could I Want More" | 2013 | Matthew Underwood |

## Indicações
Kids' Choice Awards, USA
- 2008 Favorite Television Actress - Nomeada
- 2007 Favorite Television Actress - Nomeada
- 2006 Favorite Television Actress - Ganhou
- 2004 Favorite Television Actress - Nomeada

Teen Choice Awards
- 2005 Choice TV Breakout Performance-Female - Nomeada

Young Artist Awards
- 2007 Best Young Ensemble Performance in a TV Series - Ganhou
- 2006 Best Young Ensemble Performance in a TV Series - Ganhou
- 2005 Best Young Ensemble Performance in a TV Series - Nomeada

Young Hollywood Awards
- 2005 One to Watch-Female - Ganhou